# Podział administracyjny Kościoła katolickiego w Botswanie
Podział administracyjny Kościoła katolickiego w Botswanie – w ramach Kościoła katolickiego w Botswanie funkcjonują obecnie (2019) dwie diecezje, podporządkowane metropolii pretorskiej w Południowej Afryce. 
Jednostki administracyjne Kościoła katolickiego obrządku łacińskiego w Botswanie:
- Diecezja Gaborone
- Diecezja Francistown